# 菊池菊崖
菊池 菊崖（きくち きくがい）は幕末の商人。伊勢国白子の干鰯問屋小川市兵衛家に生まれ、紀伊国栖原菊池海荘の砂糖問屋河内屋孫左衛門店を継承した。

## 生涯
伊勢国河曲郡白子村の旧家小川市兵衛の長男として生まれた。幼名は豊次郎。小川家は江戸深川富川町の店舗で干鰯問屋を営んでいたが、嘉永初年父市兵衛が死去し、家業が傾くと、隣に本店を構えていた同業者紀伊国栖原菊池家に拾われ、菊池海荘の砂糖問屋新和泉町支店に奉公し、遂に婿入りした。
幕末、養父海荘が海防論を唱えて農兵の訓練を行うと、菊崖もその命で武芸を修行したが、番頭垣内晋兵衛・河内嘉兵衛等は海荘の出費を諌め、両者の板挟みとなった。幕末の通貨問題による金価高騰に加え、支店は慶応以降の外国糖の流入、本店は漁民への前貸金の不良債権化等により経営難となり、支配人等により経営改革が提案され、本店を継いだ次男晩香、支店を継いだ鉄渓、父海荘とやり取りを重ねたが、明治10年代共に廃業し、債務を整理した。
晩年長男鉄渓に家督を譲ったが、先立たれ、家事に復帰した。俳諧と剣の観賞を趣味とし、1899年（明治32年）9月29日病に罹り、10月9日死去した。享年70。天王寺墓地の海荘墓域に葬られた。
次男晩香は本家を継ぎ、四男は中谷家に入り、長男鉄渓・三男東洲は早世したため、晩香は鉄渓の娘孝を養育し、1906年（明治39年）8月早稲田中学生山本武芳と娶せ、鉄渓の跡を継がせた。

## 親族
- 実父：小川市兵衛（伊兵衛[7]）
- 養父：菊池海荘（孫左衛門、保定）
- 妻：菊池保（やす） - 海荘の娘[9]。
- 長男：菊池鉄渓（孫左衛門、武恒）[3]
  - 孫：孝[3]（コウ） - 孫左衛門の長女。1887年（明治20年）11月生[8]。
  - 養孫：菊池武芳 - 和歌山県山本幸次郎の次男。1883年（明治16年）2月生。台湾総督府財務局会計課長・主計課長、鉄道省名古屋鉄道局経理課長[8]。
- 次男：菊池晩香（三九郎、武貞） - 早稲田大学教授。
- 三男：菊池東洲（武虎）[3]
- 四男：中谷楓渓（藤楠、武藤）[3]